# Sääsekõrva
Sääsekõrva is een plaats in de Estlandse gemeente Luunja, provincie Tartumaa. De plaats heeft de status van dorp (Estisch: küla) en telt 30 inwoners (2021).
De plaats ligt ongeveer 1 km ten noorden van de rivier Emajõgi.
Sääsekõrva werd voor het eerst genoemd in 1535 onder de naam Sesenkorns.